# Mikrotužka

Příklad konstrukce moderní mikrotužky

Mikrotužka (známá též jako pentelka) je psací potřeba s mechanicky vysunovatelnou a nahraditelnou tuhou, obvykle o průměru 0,3–0,9 mm. Tuha není k tělu tužky připojena a je třeba ji mechanicky vysunovat. Mikrotužky nacházejí uplatnění při technickém kreslení (kde s nimi lze kreslit stále stejně tlusté čáry bez nutnosti tužku ořezávat), či při běžném psaní a kreslení.

## Historie

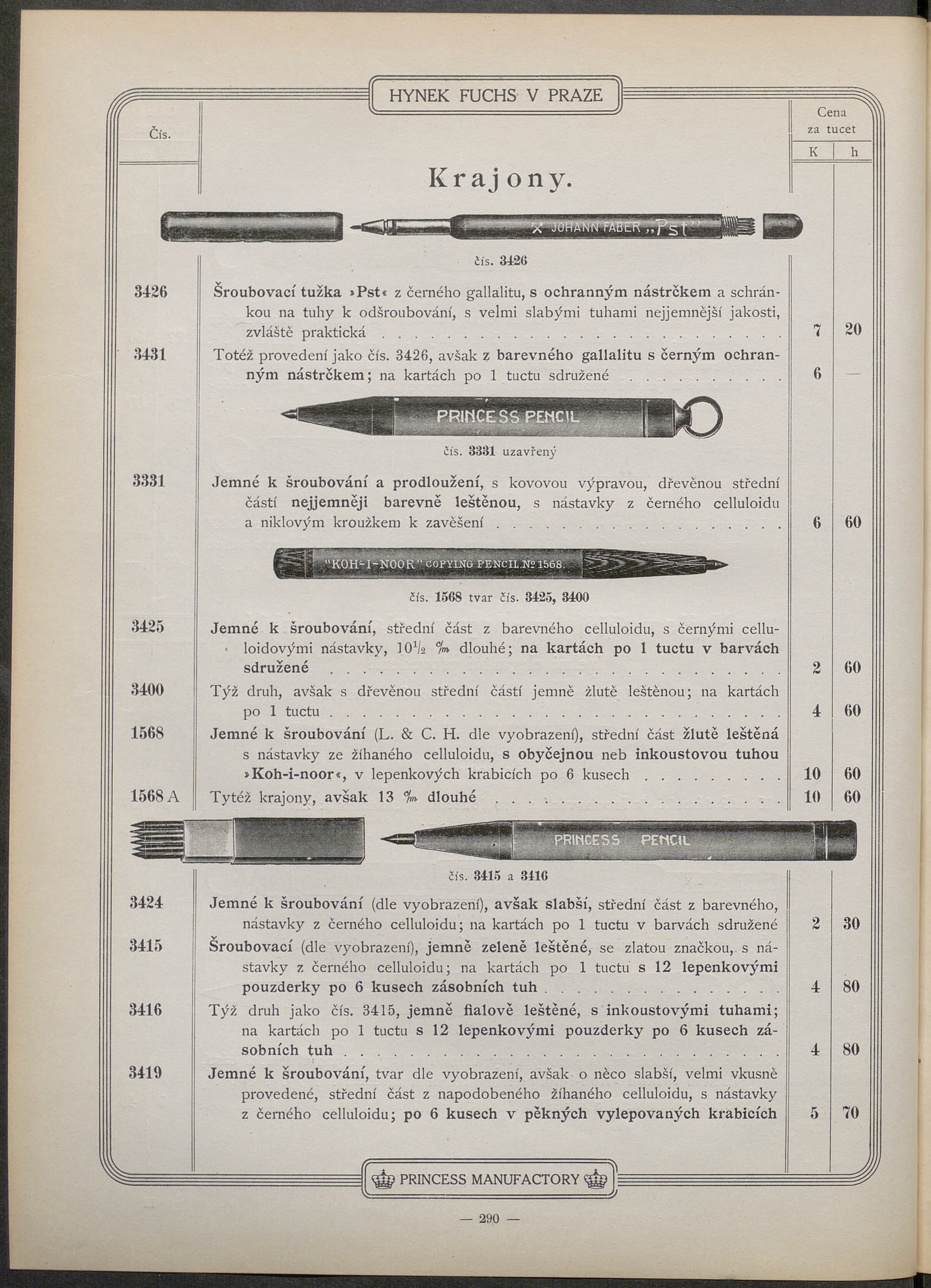
Šroubovací tužky z počátku 20. století (katalog Hynek Fuchs, Praha, 1900–1918)

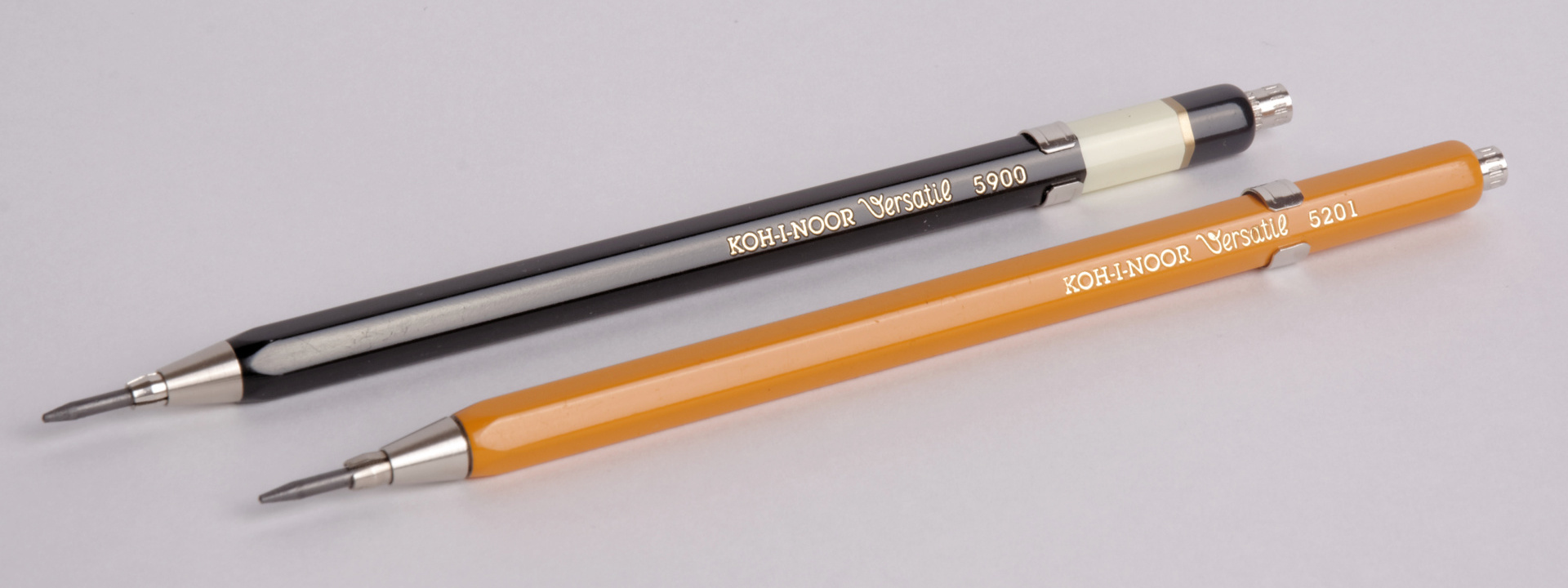
Koh-i-noor Versatilky, modely 5201 a 5900

Conrad Gesner popsal jakousi mechanickou tužku již v roce 1565, její tuhu by však bylo potřeba ostřit. Mechanická tužka byla nalezena ve vraku britské lodi HMS Pandora, která se potopila roku 1791.
Skutečné prvenství je tak připisováno patentu Sampsona Mordana a Johna Isaaca Hawkinse z Velké Británie roku 1822. Do roku 1874 patentů značně přibylo. K rozvoji došlo mj. ve Spojených státech, odkud také vzešla významná Wahl Adding Machine Company, která ve 20. letech 20. století prodala přes 120 000 svých tužek s názvem Eversharp. Úspěchy tužka zaznamenala také v Japonsku, kde ji vylepšil Tokuji Hayakawa, a byla uvedena jako „vždy připravená ostrá tužka“.
V roce 1970 uvedla firma Pentel na trh svůj model P205 (v Japonsku pod označením P325) který se vzhledem k vydařenému designu, přijatelné ceně a relativní dostupnosti (vč. východního bloku) rychle rozšířil po celém světě.
Výraz mikrotužka je československým specifikem, angličtina používá spojení automatická tužka – automatic pencil, mechanická tužka – mechanical pencil, apod. V Československu se díky popularitě modelu P205 stal synonymem pro mikrotužku výraz „pentelka“ či „pentilka“.
K důležitým dnešním výrobcům mikrotužek patří např. Pentel, Pilot a Tombow (Japonsko), Faber-Castell, Staedtler a Rotring (Německo), PaperMate (USA), Parker (Spojené království) a mnoho dalších, zejména evropských a asijských výrobců. V Česku vyrábí mikrotužky firma Koh-i-noor.

## Typy mechanismu
Mikrotužky lze v zásadě rozdělit do dvou kategorií: na ty, které tuhu pouze drží a na ty, které tuhu drží a mohou ji také vysunovat. První typy mikrotužek fungovaly na principu šroubu, který při otáčení tuhu v tužce posouval. Některé měly také pojistný mechanismus, který neumožnil zasunutí tuhy zpět do tužky.

## Tuhy
Tuhy do mikrotužky jsou většinou směsí grafitu s jílem či polymery. Tyto tuhy mají svoje značení, podobně jako tuhy v obyčejných tužkách, ale méně rozsáhlé. Většinou jsou tuhy vyměnitelné, nicméně existují i levné mikrotužky na jedno použití.
Tuhy se liší průměrem a tvrdostí, výjimečně se vyskytují i v barevných variacích. Průměr mikrotužky, používané na obyčejné psaní, se pohybuje okolo 0,5–0,9 mm, a tvrdost odpovídá tužce tvrdosti HB.
| Průměr (mm) | Použití                                                                   |
| ----------- | ------------------------------------------------------------------------- |
| 0,20        | technické kreslení                                                        |
| 0,30        | technické kreslení (Rotring též 0,35)                                     |
| 0,40        | technické kreslení (dostupné pouze v Japonsku)                            |
| 0,50        | běžné psaní, technické kreslení (pro začátečníky)                         |
| 0,60        | běžné psaní (dostupné pouze v Japonsku)                                   |
| 0,70        | běžné psaní                                                               |
| 0,80        | běžné psaní                                                               |
| 0,90        | běžné psaní                                                               |
| 1,00        | vzácný, používán před rokem 1950 (v současnosti Rotring namísto 0,9)      |
| 1,18        | starší                                                                    |
| 1,30        | Staedtler a Pentel                                                        |
| 1,40        | Faber-Castell e-Motion, nová Lamy ABC, některé dětské tužky firmy Stabilo |
| 2,00        | verzatilky a podobné produkty                                             |
| 3,15        | tužky s nevysouvací tuhou                                                 |
| 5,60        | tužky s nevysouvací tuhou                                                 |